# Whiritoa

Whiritoa est une petite localité balnéaire située dans la région de Waikato, dans le District de Hauraki, de l'Île du Nord de la Nouvelle-Zélande.

## Situation
Elle est localisée sur la péninsule de Coromandel entre la ville de Whangamata et celle de Waihi Beach. 

## Population
Elle a une population permanente de moins de 100 habitants, mais qui peut monter à un millier de résidents durant la période des vacances de la Nouvelle année.

## Installations
La localité  a un magasin, une bibliothèque et un service d’incendie tenu par des volontaires. 
Le club de sauvetage sportif pour le surf, a des relations étroites avec la communauté des familles des résidents pour les vacances.
À l’extrémité nord de la plage, longue de 1,5 km, se trouve un petit lagon avec au-delà, une promenade menant à Waimama bay. 
Le lagon étant périodiquement bloqué par le sable, doit être dragué par le conseil municipal ou des membres volontaires du public. 
À l’extrémité sud se trouve une courte promenade dans le bush menant à un geyser maritime.
La plage elle-même est réputée auprès des surfeurs, car elle présente une ou deux vagues en rouleaux au niveau du banc de sable. 
La berge est souvent assez raide, ce qui fait que les vagues viennent se briser directement sur le sable, la rendant peu accessible aux nageurs.

## Histoire
La plage de Whiritoa est typique des nombreuses plages s’étalant le long de la partie est de la péninsule de Coromandel, ayant commencé à se former il y 6 000 à 7 000 ans.
Les premières communautés Māori ont fait disparaître la plus grande partie de la forêt côtière initiale et les plantes, qui couvraient les dunes. 
Les fermiers ont introduit les matthiola ou giroflée (en anglais : stock) dans le secteur des dunes, perturbant la flore des plantes natives poussant dans le sable et causant une érosion sévère par le vent. 
La plupart des réserves sablonneuses ont été érodées, réduisant la hauteur des dunes et causant le déplacement de plaques de sable sur plus de 200 m vers l’intérieur des terres. 
Le vent à Whiritoa Beach aurait extrait sur plus de 50 ans une quantité totale de plus de 180 000 m3 de sable, qui y ont été retirés et emportés au loin. 
Depuis 1960, un lotissement côtier a recouvert la plus grande partie de ce qui restait des dunes de sable pour les stabiliser .